# 櫻井龍彦
櫻井 龍彦（さくらい たつひこ）は、日本の文化人類学者、民俗学者、文化社会学者。名古屋大学大学院人文学研究科名誉教授。

## 専門分野
- 中国民族文化論
- 民俗学
- 文化人類学
- 神話・伝説を中心とする民間伝承論

## 研究課題
東アジアの比較民俗文化論 

## 所属学会研究会
- 日本文化人類学会
- 日本民俗学会
- 国際アジア民俗学会
- 日本中国学会
- 東方学会
- 日本道教学会
- 日本口承文藝学会
- 老舎研究会
- 中国民話の会
- 名古屋多文化共生研究会（NAMS）

## 著書
（2000年以降）

### 単著
- 『東アジアの民俗と環境』 金壽堂出版,2002年
- 『東北アジア朝鮮民族の多角的研究』 ユニテ,2004年
- 『非物質文化遺産学論集』 学苑出版社（北京）,2007年

### 共編著
- 『漢詩歳時記（夏）』 同朋舎、2000年
- 『漢詩歳時記（冬）』 同朋舎、2000年
- 『アジアの祝祭と生活』 民俗院（ソウル）、2001年
- 『マイノリティの孤立性と孤高性』 成文堂、2002年
- 『アジアの端午民俗』 国学資料院（ソウル）、2002年
- 『変わる中国　変わらない中国』李瑞雪と共編著 全日出版、2003年
- 『HARMONY BETWEEN NOMADIC AND OTHER CIVILIZATIONS』 Sogoo nurr Co., Ltd（ウランバートル）、2003年
- 『東亜民俗与漢文化国際学術研討会論文集』楽学書局（台北）、2003年
- 『グローバルコリアン経済文化ネットワーク』民族出版社（北京）、2008年
- 『The Values and Diversity of Asian Folklore in the Global Integration』The Gioi Publishing House(Hanoi)、2006年
- 『中国学の十字路―加地伸行博士古稀記念論集』加地伸行博士古稀記念論集刊行会　研文出版、2006年
- 『中国研究論集』中京大学社会科学研究所　白帝社、2006年

その他